# 3B LAB.☆S
3B LAB.☆S（スリービーラボ）は、日本のロックバンド。

## 経緯
2001年に元19の岡平健治が中心となり千葉貴俊、玉越理寛 と3B LAB.☆（スリービーラボ）を結成。もともとは岡平がボーカル、千葉がギター、玉越がドラムで、もう1人ベースのメンバーを探していたが、人が集まらなかったために現在の形となった。2005年に日比谷野外音楽堂でのライブにて新メンバー2人（SHOJI-METASONIK、SHUJI（現　畝沖修司））が加入。これを機に新たに「S」を付加し、バンド名を3B LAB.☆Sへと変更した。現在はSHOJI-METASONIKと玉越理寛が卒業して3人で活動している。

## バンド名、その由来
3ピースバンドである事と結成当初のメンバー（岡平・千葉・玉越）の血液型が全員B型であることに由来し、"laboratory"（実験室）と、未来を輝かす意味合いと遊び心で☆を付加したもの。新メンバーが加入した後、新メンバー2人の頭文字、数字の5に見えるということから「S」が付加された。
「スリービーラボズ」と読まれることもあるが、正式な読みは「スリービーラボ」である。

## メンバー
- 岡平健治（おかひら けんじ　1979年3月28日 - ） ボーカル・ギター担当。広島県出身。ブルースハープを演奏する事もある。元19のメンバー。
- 千葉貴俊（ちば たかとし　1971年7月8日 - ） ベース・コーラス担当。東京都出身。ライブでアコースティック・ギターを担当する事もある。リーダー。
- 畝沖修司（うねおき　しゅうじ　1984年6月6日 - ） ギター・コーラス担当。2005年加入。福岡県出身。血液型O型。

## 元メンバー
- SHOJI-METASONIK　キーボード担当。2005年加入、2006年脱退。
- 玉越理寛　ドラム担当。2009年脱退。

## 活動
- ジャケットデザインやツアーフラッグのほとんどがイラストレーターのKATOKENがデザインしているが、SHOJI-METASONIKがメンバーとして活動していた2005年 - 2006年夏ごろまではなぜかあまり使用されなかった。
- ホームページでブログやウェブラジオ「週刊3BLAB.☆S」（毎週水曜日に更新）を公開している。
- 2006年ごろから音源がリリースされる度にイベントとして公開収録を行っている（8thシングル以降は行っていない）。その模様はウェブラジオ「週刊3BLAB.☆S」にて放送される。
- 2007年11月21日より岡平健治がソロデビュー。
- 2008年7月、事務所の意向により、同年6月30日をもってメンバーのうち玉越と畝沖が契約を打ち切り（岡平と千葉は継続）、活動を休止（ブログは継続しているが、岡平を除くほかのメンバーのブログは長期にわたって更新が途絶えていた。）。
- 2010年6月、岡平自身が「来年、♯6アルバムをリリースする」とライブ中のMCで明言。翌年活動を再開。

## 楽曲
- 楽曲のほとんどが岡平が作曲・作詞を担当している。初期は他のメンバーの楽曲もあったが現在はあまり取り入れていない。

- 岡平のソロ活動も含め、アルバムには必ずオープニング的要素の楽曲が収録されており、ライブのオープニングに頻繁に使用する。2nd、3rd、4thアルバムではタイトルを「Opening of the～」の形に統一していた。

- 3rdアルバムまで「everyone」「everyone -瀬戸内海-」「everyone~同窓会~」といったタイトルの曲が収録されていた。

## ディスコグラフィ

### シングル
1. 一期一会（2003年2月19日）
2. プレゼント（2003年6月25日）
3. 星の砂（2003年11月21日）
4. 青春謳歌（2004年3月24日）
5. 嗚呼初恋（2004年9月22日）
6. Let's HappiecE Life!（2005年4月6日）
7. FANTASIA（2006年1月11日）（以下、3B LAB.☆S名義）
8. 恋唄〜春夏秋冬〜（2007年3月14日）
9. 光（2007年6月6日）

### アルバム
1. LABORATORY #1（2003年7月25日）
2. HEARTBREAK #2（2004年5月19日）
3. 黄昏EVOLUTION #3（2005年6月22日）
4. フレンドシップ #4（2006年3月29日）（以下、3B LAB.☆S名義）
5. 日本 #5（2007年7月4日）
6. 運命 #6（2012年、WEBのみ数量限定発売）

#### ミニアルバム
1. 3B LAB.☆（2002年11月21日）

#### 企画盤
1. Upper BEST（2006年9月20日）
2. Ballade BEST（2006年9月20日）

### DVD
1. PV LAB.☆（2004年3月24日）
2. 3B LAB.☆S 日「B」谷EVOLUTION Live at 日比谷野外音楽堂 2005.9.11雨（2005年12月7日）
3. 東名阪SPECIAL TOUR 2006 愛と裏切りのライブ（2007年3月14日）
4. PV LAB.☆ #2（2007年9月19日）
5. 3B LAB.☆S × 岡平健治 MUSIC VIDEO CLIPS（2011年11月2日）

## 出演

### コンサート
- Dream Power ジョン・レノン スーパー・ライヴ2002